# 포스트모던 신학
포스트모던 신학(Postmodern theology) 혹은 포스트모던 기독교(Postmodern Christianity)란 포스트모던 철학에 영향을 받은 기독교 신학의 다양한 형태를 말한다. 포스트모던 신학은 1960년대부터 지금까지 발전된 후기 하이데거적 대륙 철학(post-Heideggerian continental philosophy)에 뿌리를 가지고 있다. 이 신학은 현상학, 탈 구조주의, 그리고 해체사상의 관점에서 신학을 해석하는 철학적이며 신학적인 운동이다.

## 포스트모던 신학의 기원
포스트모던 신학의 기원에 대하여 목창균 박사는 다음과 같이 말한다.
포스트모던 신학은 현대 후기 세계관과 문화 및 의식의 전환에 대한 신학적 응답으로 이해될 수 있다. 포스트모던 정황의 조명 아래 기독교 메시지를 해석하려는 것이 포스트모던 신학이다.
토인비에 따르면, 제1차 세계대전이 그 결정적 전환점이다. 칼 바르트가 포스트모던 신학의 시발점으로 지목될 수 있다. 그가 1차대전과 그 선행적 사건들에 대한 경험을 통해 많은 현대적 실험들을 거부했다. 그렇다고 그가 포스트모던 파라다임의 개척자는 아니었다. 다만 발기인이나 선창자로 간주될 수 있다. 1964년 존 캅이 신학에서 포스트모던이란 용어를 처음으로 사용했으며, 뉴 예일학파는 미국에서 가장 영향력있는 포스트모던 실험을 했다.

## 포스트모던 신학들
- 약한 신학이란 자크 데리다(Jacques Derrida)의 해체적 사고에 영향을 받은 포스트모던 신학의 한 부분이며, 데리다는 약한 힘이란 도덕적 경험을 묘사한다.[3][4] 약한 신학은 하나님은 강압적인 물리적 혹은 형이상학적 힘을 가진 존재라는 것을 거부하는 신학이다. 따라서 하나님은 어떠한 힘도 행사하지 않고 조건없이 주장하신다고 한다. 강제성을 배제한 요구자로서 약한 신학의 하나님은 자연에서 간섭하지 않는다. 결과적으로 약한 신학은 여기에 지금 이 세상에서 인간의 책임있는 행동을 강조한다. 존 D. 카푸토(John D. Caputo)가 이 운동의 유명한 옹호자이다.[5]
- 해체주의적 신학은 푸코와 데리다로 대변되는 해체주의와 포스트모더니즘에 근거한 신학이다. 그것은 전통적 가치 체계의 해체에 근거해 전개된 부정적 성격의 신학이다. 그것은 하나님, 자아, 진리, 목적, 의미, 실재적 세계의 존재를 부정하고 일체의 세계관을 파괴한다. 대표자는 마크 테일러(Mark. Taylor)다. 그는 신의 죽음을 받아들이고 해체주의 신학을 전개했다. 그의 급진적 기독론에 따르면, 초월적 하나님이 이 세상의 물질에 완전히 육화되었기 때문에 저 세상적이며 초월적인 것은 남아 있지 않다. 인간은 목표가 없는 삶을 사는 존재다. 테일러의 해체주의적 신학은 상대주의와 허무주의로 귀결된다는 비판을 받고 있다.
- 건설주의적 신학은 건설적 포스트모더니즘에 근거한 긍정적, 적극적 성격의 신학은 말한다. 건설주의적 포스트모더니즘은 현대주의의 이점을 포기하지 않고 확장 또는 완성하려고 한다. 건설주의적 신학은 신, 진리, 자유, 가치, 도덕의 존재를 인정하고 그것에 대한 서구 사상의 한계를 극복하려고 한다. 대표자는 존 캅(John Cobb)과 데이비드 그리핀(David Griffin)이다. 그리핀의 포스트모더니즘은 화이트헤드(Whitehead)의 과정철학에 근거하여 현대성의 전제들을 개정하며 하나님과 자아와 같은 관념에 새로운 의미를 부여하는 것이었다. 건설주의적 포스트모더니즘은 현대성의 비물활론을 개정하여 신물활론, 즉 자연적 유신론을 주장했다. 그것은 모든 현실적 개체들이 자발성의 원리를 구현하고 있다는 견해다. 그 개체들에서 구현되고 있는 궁극적 실재가 창조성이다. 그리핀은 자연적 유신론에 근거하여 생태학적 포스트모던 신학을 주장했다. 그의 신학은 화이트헤드의 철학에 토대를 두고 있기 때문에 성서적 신이해를 왜곡한다는 비판을 받고 있다.
- 해방주의적 신학이다. 하비 콕스(Harvey Cox)는 "세속도시"라는 책에서 기독교의 철저한 세속화를 주장하였다. 그러나 그는 최근의 저서 "세속도시의 종교: 포스트모던 신학을 향하여"에서 종교의 소생을 인정하고 기독교 메시지를 재해석하는 것을 포스트모던 신학의 과제로 보았다. 그는 포스트모던 신학을 주도할 두 후보로 매스메디아 근본주의와 해방신학과 결합된 기초 공동체 운동을 지목했다. 그리고 해방신학을 포스트모던 시대의 선두에 설 최고의 기독교 신학 후보로 평가했다. 한편 콕스의 문제점으로 지적되는 것은 해방사상이 과연 포스트모던적이냐 하는 것이다.[2]

## 포스트모던 신학자들
- 존 D. 카푸토
- Richard Kearney
- Mario Kopić
- Jean-Luc Marion
- Françoise Meltzer
- 존 밀뱅크
- James Olthuis
- Carl Raschke
- Peter Rollins
- 제임스 K. A. 스미스
- 마크 C. 테일러
- Gabriel Vahanian
- Gianni Vattimo
- Charles Winquist

## 같이 보기
- 후기 자유주의신학
- 약한 신학
- 여성신학
- 평화 교회
- 포스트 구조주의
- 종교 다원주의
- Theopoetics